# Katzensteiner Bach
Der Katzensteiner Bach, auch Katzensteinbach oder Katzenbach genannt, ist ein linker Quellfluss der Egau. Beim Härtsfeldsee vereinigt er sich von links mit diesem Fluss der östlichen Schwäbischen Alb.

## Geographie

### Verlauf
Der Bachgraben beginnt als Entwässerung der landwirtschaftlichen Flächen der Riesalb am Rand der K 3005 etwas nördlich von Dunstelkingen in Richtung Frickingen. Er verläuft anfangs in westlicher, später ungefähr in südwestlicher Richtung. Am Lauf des Baches finden sich einige Biotope wie etwa Begleitgehölze, meist in etwas Abstand am Hang auch Magerrasen. Der Katzensteiner Bach wird abschnittsweise als naturnaher Mittelgebirgsbach bezeichnet, an anderen Stellen ist er jedoch völlig begradigt und fließt in Betonsohlschalen.
Im weiteren Verlauf fließt der Bach unter der Burg Katzenstein durch den namensgebenden Ort Katzenstein, wonach dann der südwestwärts zum heute künstlich aufgestauten Härtsfeldsee hinlaufende Abschnitt beginnt.
Der Katzensteiner Bach läuft unmittelbar vor dem See unter der L 2033 Iggenhausen-Dischingen hindurch und gleich danach durch einen Dammdurchlass der Härtsfeldbahn. Dann hat er fast den Härtsfeldsee erreicht, umfließt diesen aber eng in einem Bogen um den Südostteils des Stausees. Unmittelbar nach deren Auslauf aus dem See mündet er von links in die dort schon längere Egau.

### Einzugsgebiet
Das oberflächliche Einzugsgebiet auf der verkarsteten Schwäbischen Alb ist knapp über fünf Quadratkilometer groß. Naturräumlich gesehen liegt sein linksseitiger Teil im Südosten ganz, der Lauf fast ganz in der Riesalb, dieser berührt in Katzenstein das Härtsfeld auf der nordwestlichen Seite des Bachtales, zu diesem angrenzenden Naturraum gehört ein großer Teil des rechtsseitigen Einzugsgebietes. Im Einzugsgebiet des Baches liegen auch die oben schon erwähnten Dörfer Dunstelkingen und Frickingen.